# Petermann (Mondkrater)
Petermann ist ein Einschlagkrater am nordöstlichen Rand der Mondvorderseite. Er liegt nördlich des Kraters Cusanus und östlich von Baillaud (Mondkrater).
Im Westen an Petermann anschließend befindet sich der deutlich größere, aber stark erodierte Nebenkrater Petermann R. Die Kraterwälle von Petermann sind etwas erodiert und zeigen noch Terrassen. Der Kraterboden ist eben ohne Zentralberg.
| Buchstabe | Position           | Durchmesser | Link |
| --------- | ------------------ | ----------- | ---- |
| A         | 74,8° N, 87,64° O  | 20 km       |      |
| B         | 72,77° N, 63,86° O | 10 km       |      |
| C         | 71,5° N, 57,25° O  | 13 km       |      |
| D         | 77,11° N, 66,11° O | 30 km       |      |
| E         | 72,46° N, 53,17° O | 15 km       |      |
| R         | 74,82° N, 55,5° O  | 118 km      |      |
| S         | 75,29° N, 61,94° O | 9 km        |      |
| X         | 75° N, 76,13° O    | 9 km        |      |
| Y         | 75,7° N, 85,6° O   | 11 km       |      |

Der Krater wurde 1935 von der IAU nach dem deutschen Geographen August Petermann offiziell benannt. Eingeführt wurde der Name von Johann Friedrich Julius Schmidt.